# Rybino (obwód wołogodzki)
Rybino (ros. Рыбино) – wieś w Rosji, w rejonie kiczmiengsko-gorodieckim obwodu wołogodzkiego. W 2010 r. liczyła 17 mieszkańców.